# Gustav-Adolf-Kirche (Dietesheim)

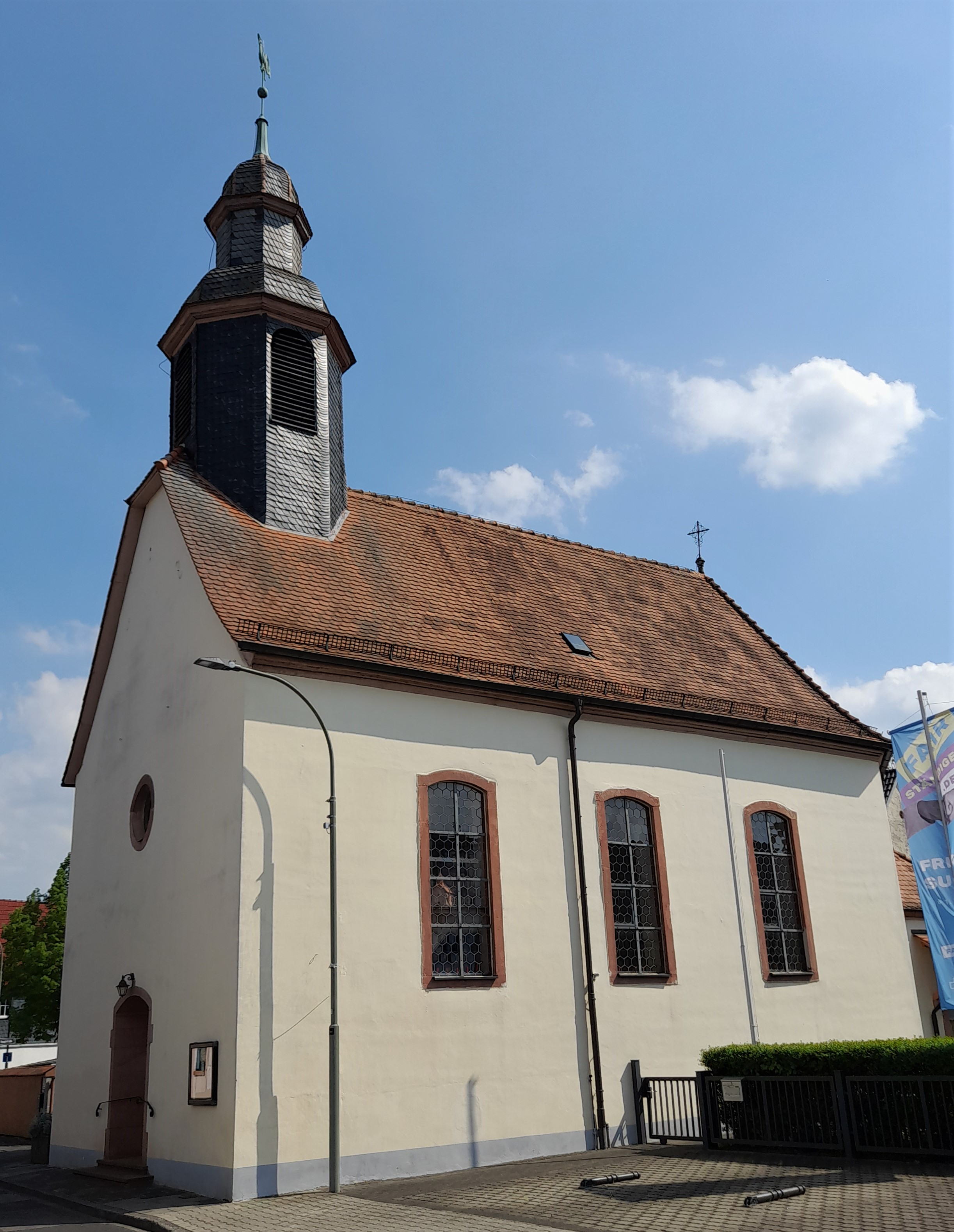
Die Gustav-Adolf-Kirche im Mühlheimer Stadtteil Dietesheim, erbaut 1751–1752

Die Gustav-Adolf-Kirche ist ein unter Denkmalschutz stehendes Kirchengebäude der evangelischen Friedensgemeinde im Mühlheimer Stadtteil Dietesheim in Südhessen. Die Kirchengemeinde gehört zum Dekanat Dreieich-Rodgau der Evangelischen Kirche in Hessen und Nassau (EKHN). Der im 18. Jahrhundert erbaute barocke Saalbau wurde ursprünglich von der römisch-katholischen Pfarrgemeinde in Dietesheim als Kirche genutzt und 1938 an die evangelische Gemeinde in Dietesheim verkauft.

## Geschichte

### Die alte katholische Dietesheimer Kirche
Im 15. Jahrhundert wurde das erste Kirchengebäude in Dietesheim errichtet. Es trug das Doppelpatrozinium Jungfrau Maria und Heiliger Sebastian. 1751 wurde die alte Kirche abgerissen und an gleicher Stelle das heutige Kirchengebäude errichtet, das bei seiner Weihe am 22. August 1752 dem Patrozinium Heiliger Wendelin und Heiliger Sebastian unterstellt wurde. Die Kirche war römisch-katholische Filialkirche der Pfarrei in Mühlheim.
Um das Jahr 1852 wurde die Kirche zum Schulhaus umfunktioniert, da das Gebäude wegen Bevölkerungswachstums zu klein für die römisch-katholische Gemeinde in Dietesheim geworden war. 1891 folgte die Weiternutzung des Gebäudes als Spritzenhaus durch die örtliche Feuerwehr.

### Anfänge der evangelischen Gemeinde in Dietesheim
Ab dem Jahr 1908 wurden im mehrheitlich römisch-katholischen Dietesheim die ersten evangelischen Gottesdienste gefeiert. Als Räumlichkeiten wurden der Dietesheimer Rathaussaal, das Landarbeitersälchen sowie der örtliche Schulsaal genutzt. Die um das Jahr 1910 insgesamt 186 evangelische Christen zählende Dietesheimer Gemeinde wurde neun Jahre später mit der Erhebung Mühlheims zur eigenen evangelischen Pfarrei der Mühlheimer Gemeinde angeschlossen.
1937 gab es die erste Willensbekundung von Seiten der evangelischen Gemeinde in Dietesheim, ein eigenes Kirchengebäude zu errichten. Dieser Plan wurde jedoch nie in die Tat umgesetzt. Stattdessen folgte der Ankauf der alten, ehemals katholischen Dietesheimer Kirche von der Stadt Dietesheim. Dabei wurde die evangelische Gemeinde finanziell maßgeblich vom Gustav-Adolf-Werk unterstützt. Die notarielle Beglaubigung des Vertrags erfolgte am 14. April 1938.

### Evangelische Gustav-Adolf-Kirche ab 1938
Nach dem Ankauf der alten Kirche durch die evangelische Gemeinde konnten die dringend notwendig gewordenen Umbau- und Renovierungsarbeiten 1940 beendet werden. Auf einer Sitzung des Kirchenvorstandes vom 9. August 1940 beschloss man, der alten Kirche den neuen Namen Gustav-Adolf-Kirche zu geben. Bereits am 8. September 1940 konnte das neu renovierte Gebäude eingeweiht werden.
Im Zuge des Zweiten Weltkriegs erlitt das Kirchengebäude durch den Einschlag einer Brandbombe am 26. November 1943 sowie bei einem weiteren Luftangriff am 20. Dezember 1943 Schäden an Kirchendach und Kirchenfenstern. Nach Ende des Krieges 1945 wurde die Gustav-Adolf-Kirche zeitweise von den amerikanischen Besatzertruppen zur Feier eigener Gottesdienste genutzt. Erst 1949 wurden Fenster und Kirchendach des Gebäudes erneuert und repariert. Auch die während des Krieges beschlagnahmte Glocke der Kirche konnte in Hanau wiedergefunden werden, sodass sie wieder im Glockenturm der Kirche aufgehängt werden konnte.
Eine umfassende Renovierung der Gustav-Adolf-Kirche erfolgte in den Jahren 1963 und 1964. Im Zuge der Arbeiten wurde der Glockenturm wieder gerade gerichtet, Ziegel und Turmschiefer vollständig erneuert, das Gebälk teilweise ausgetauscht sowie Fundament und Mauerwerk neu isoliert und verputzt.

## Baubeschreibung
Bei der Gustav-Adolf-Kirche handelt es sich um einen kleinen einschiffigen verputzten Saalbau in einfachen Barockformen. Das Gebäude ordnet sich bezüglich seiner Stellung und Dimension in die Reihe der benachbarten Fachwerkhäuser ein, ragt jedoch leicht in den Straßenraum vor, sodass es einen markanten Blickpunkt im Dietesheimer Ortskern darstellt.

## Ausstattung
Die Kirche beherbergt eine aus dem 18. Jahrhundert stammende Kanzel, die zuvor in der Wilhelmskirche in Bad Nauheim angebracht war.